# Stibochiona nicea
Stibochiona nicea (лат.) — бабочка из рода Stibochiona семейства нимфалиды. Вид описан в 1846 году. Представители вида распространены на территории Индии, Мьянмы, Таиланда, Западной Малайзии и Китая. 

## Внешний вид
Верхняя сторона крыла у самцов имеет чёрно-бархатистый цвет. На передних крыльях клетчатый узор с тремя светло- голубыми поперечными короткими линиями. На передних и задних крыльях по краю расположен ряд светлых субтерминальных пятен голубого и белого цветов, окаймлённых изнутри тёмно-синими метками. Размах одного крыла может достигать 7-8 см.

## Подвиды
Вид разделён на два подвида
- Stibochiona nicea nicea Gray, 1846
- Stibochiona nicea subucula (Fruhstorfer, 1898)